# Вентспилс (олимпийский центр)
Вентспилсский олимпийский центр (латыш. Olimpiskais centrs «Ventspils») — многофункциональный комплекс в латвийском городе Вентспилс. Является домашней ареной футбольного клуба «Вентспилс». Футбольный стадион вмещает 3 200 зрителей.

## Описание
Олимпийский центр «Вентспилс» является одним из крупнейших и современных спортивных комплексов в Латвии. Комплекс включает: легкоатлетический манеж, баскетбольный и ледовый дворцы, стадион, резервное футбольное поле, гостиницу, аквапарк, спортивный зал, скейт-парк, теннисные корты и многое другое.